# Opuntia

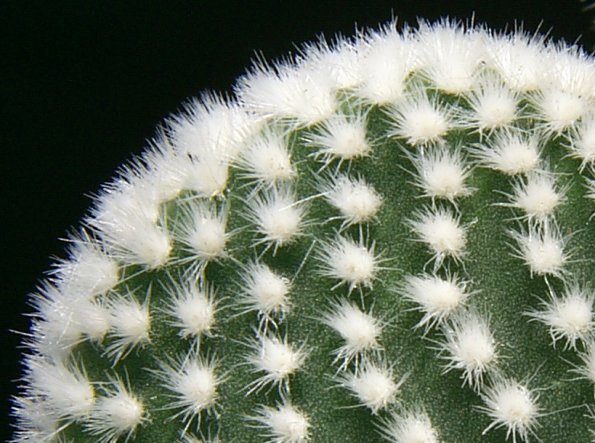
Doorns (glochiden) van Opuntia microdasys 'Albispina'

Opuntia is een geslacht dat behoort tot de cactusfamilie (Cactaceae). Deze cactussen worden in het Nederlands schijfcactus of vijg(en)cactus genoemd. In het groeiseizoen worden nieuwe schijven gevormd die vaak voorzien zijn van rudimentaire bladeren.
Sommige soorten worden gekweekt voor hun eetbare cactusvijgen en de jonge schijven die als groente worden gebruikt. Omdat de cochenilleluis (Dactylopius coccus) op de schijfcactus voorkomt wordt de schijfcactus ook gebruikt voor de productie van kleurstoffen. De cochenilleluis levert een rode kleurstof op. Nu worden in Peru, Mexico, Chili en op de Canarische Eilanden nog steeds cactussen voor dit doel geteeld. De kleurstof E120, Karmijn of Cochenille, die in veel voedingsmiddelen wordt verwerkt, is van de cochenille-schildluis gemaakt.
Deze cactussen kunnen in Europa gekocht worden. De meeste soorten zijn niet veeleisend en zijn makkelijk in de vensterbank te houden, hoewel sommige erg groot kunnen worden.
Opuntia valt net als alle andere cactussen onder Cites. Dat is met name van belang bij invoer en uitvoer naar of uit de EU. 

## Glochiden
Er moet rekening mee worden gehouden, zeker als er kleine kinderen in huis zijn, dat deze cactussen naast soms forse doorns, ook kussens van heel kleine, van weerhaken voorziene naaldjes, zogenaamde glochiden, hebben. Deze breken bij aanraking gemakkelijk af en blijven met tientallen of zelfs honderden in de huid achter en zullen de huid gaan irriteren en rode vlekken veroorzaken.
Tips voor het aanraken van glochiden
- Verwijderen van de glochiden van de huid gaat het makkelijkst door er plakband of een pleister op te plakken en weer los te trekken.
- Bij het verpotten van deze planten: gebruik, naast handschoenen, een opgerolde krant om de handen te beschermen tegen de ragfijne doorntjes. Sla de krant om de plant heen om deze te hanteren tijdens het uit de oude pot nemen, oppakken en uitrichten in de nieuwe pot.

## Soorten

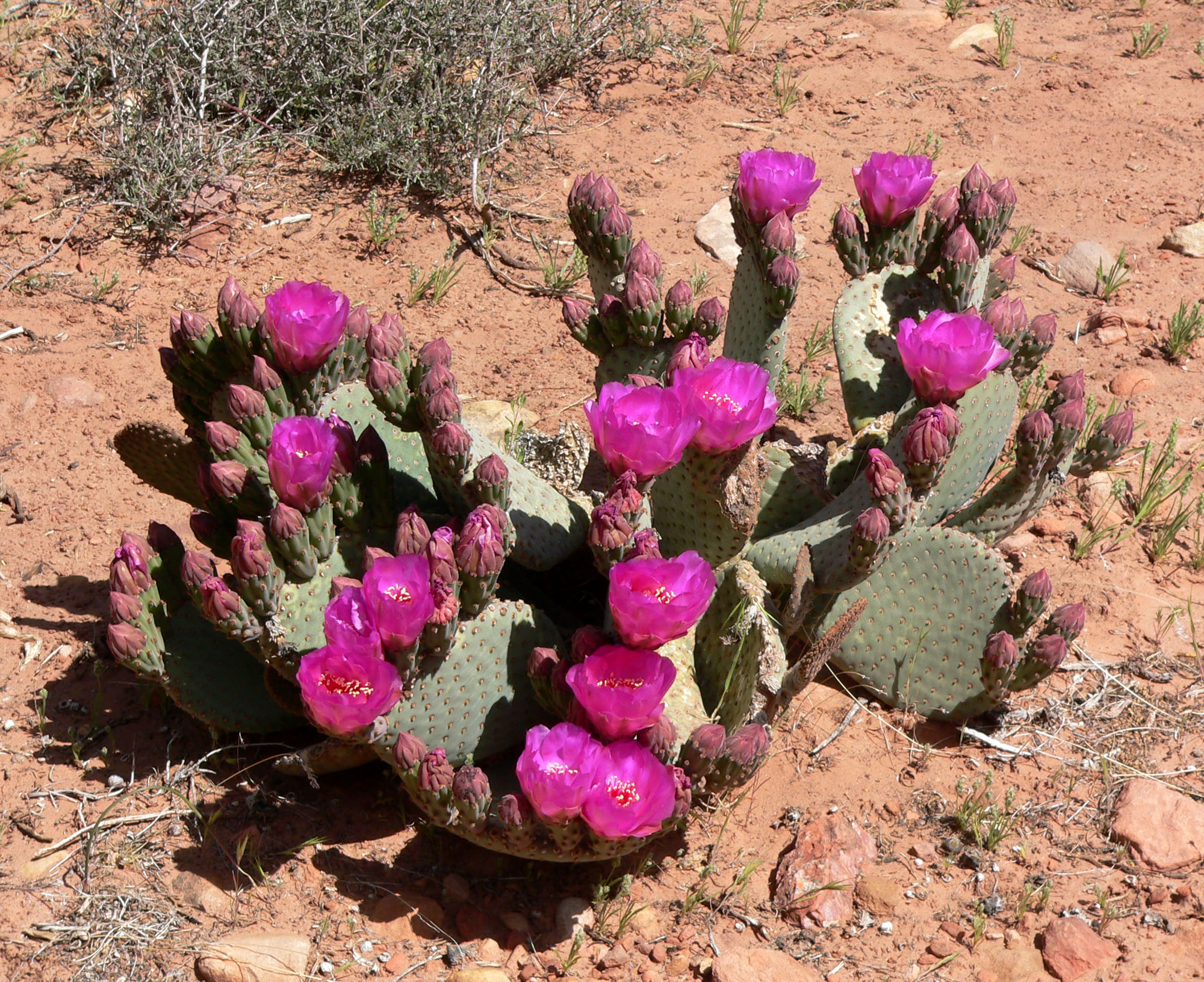
Opuntia basilaris

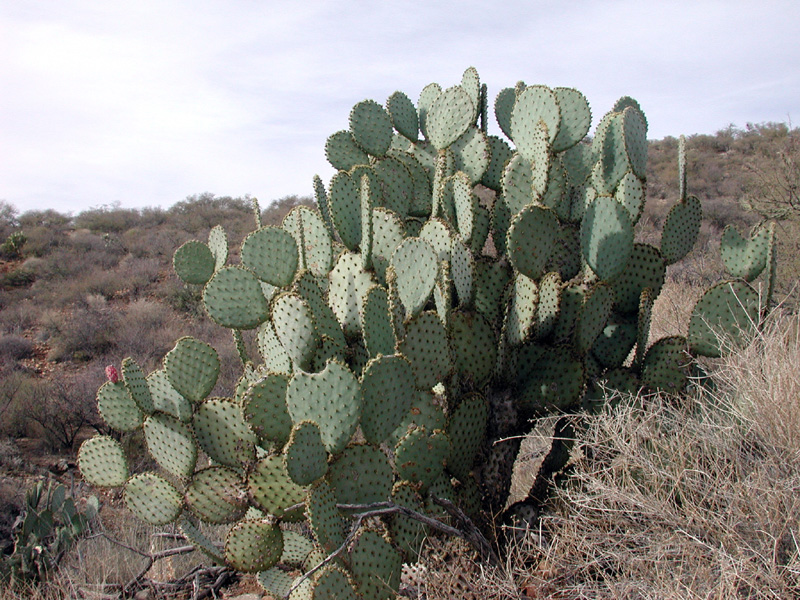
Opuntia chlorotica

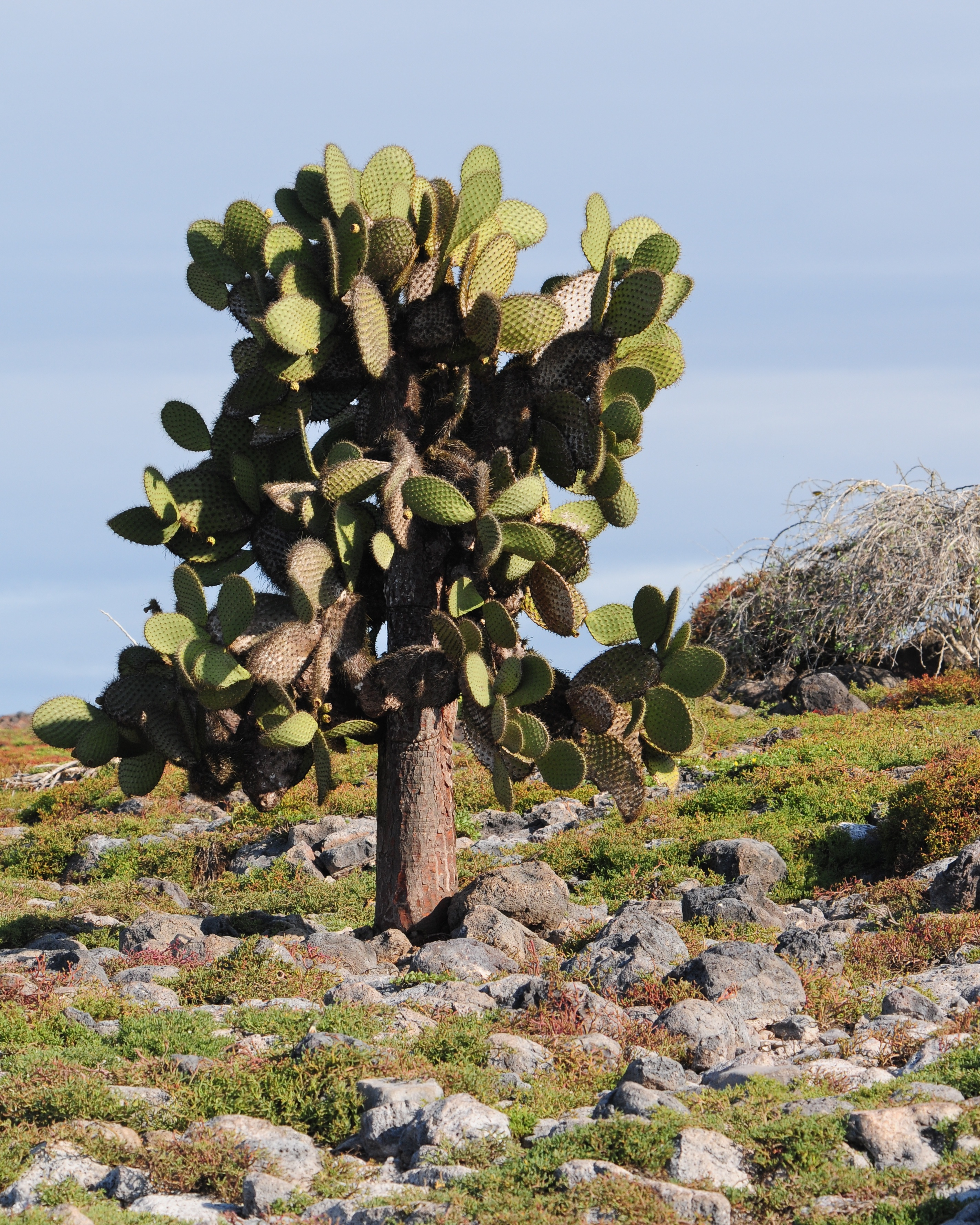
Opuntia echios var. echios

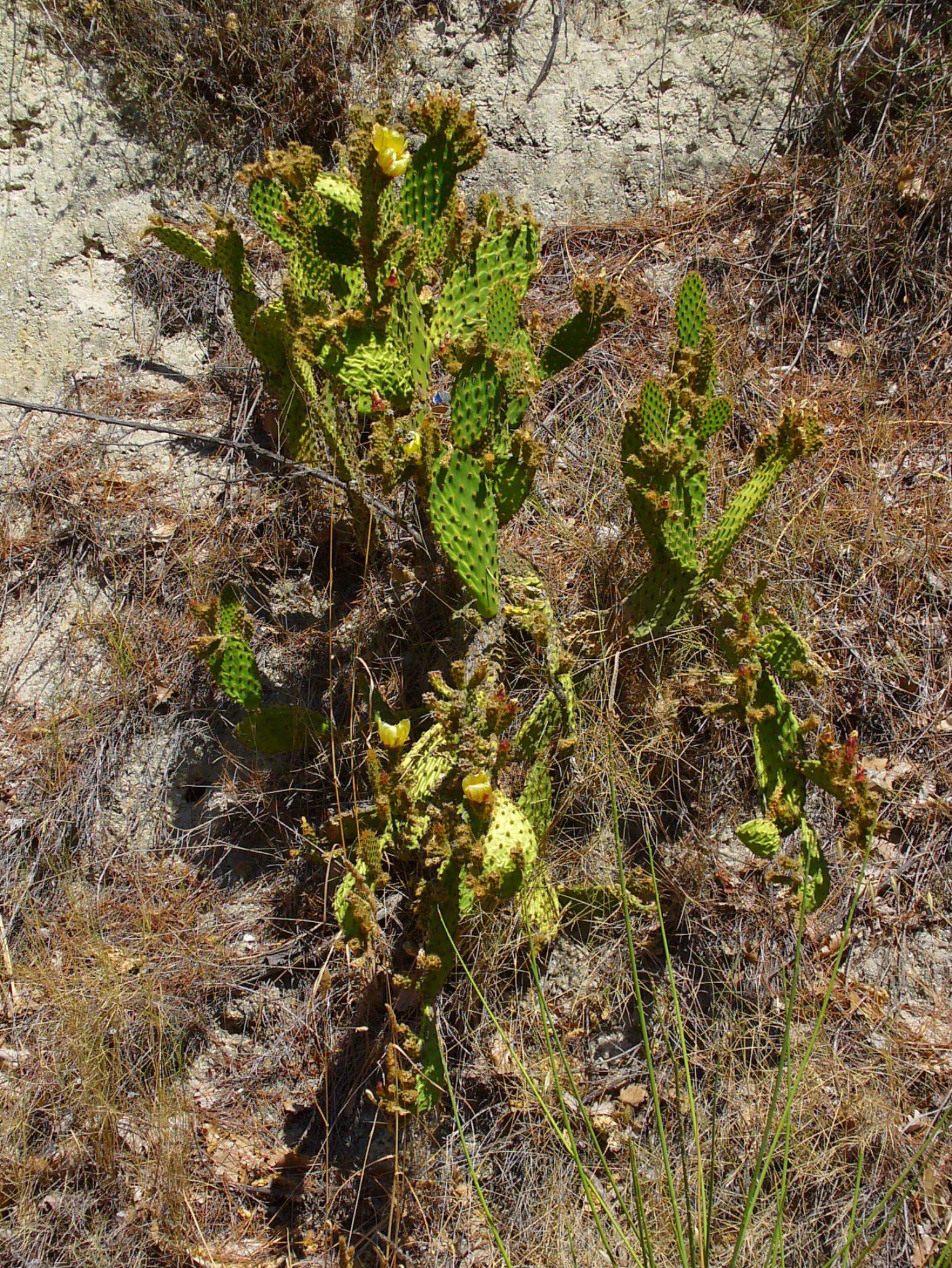
Opuntia ficus-indica

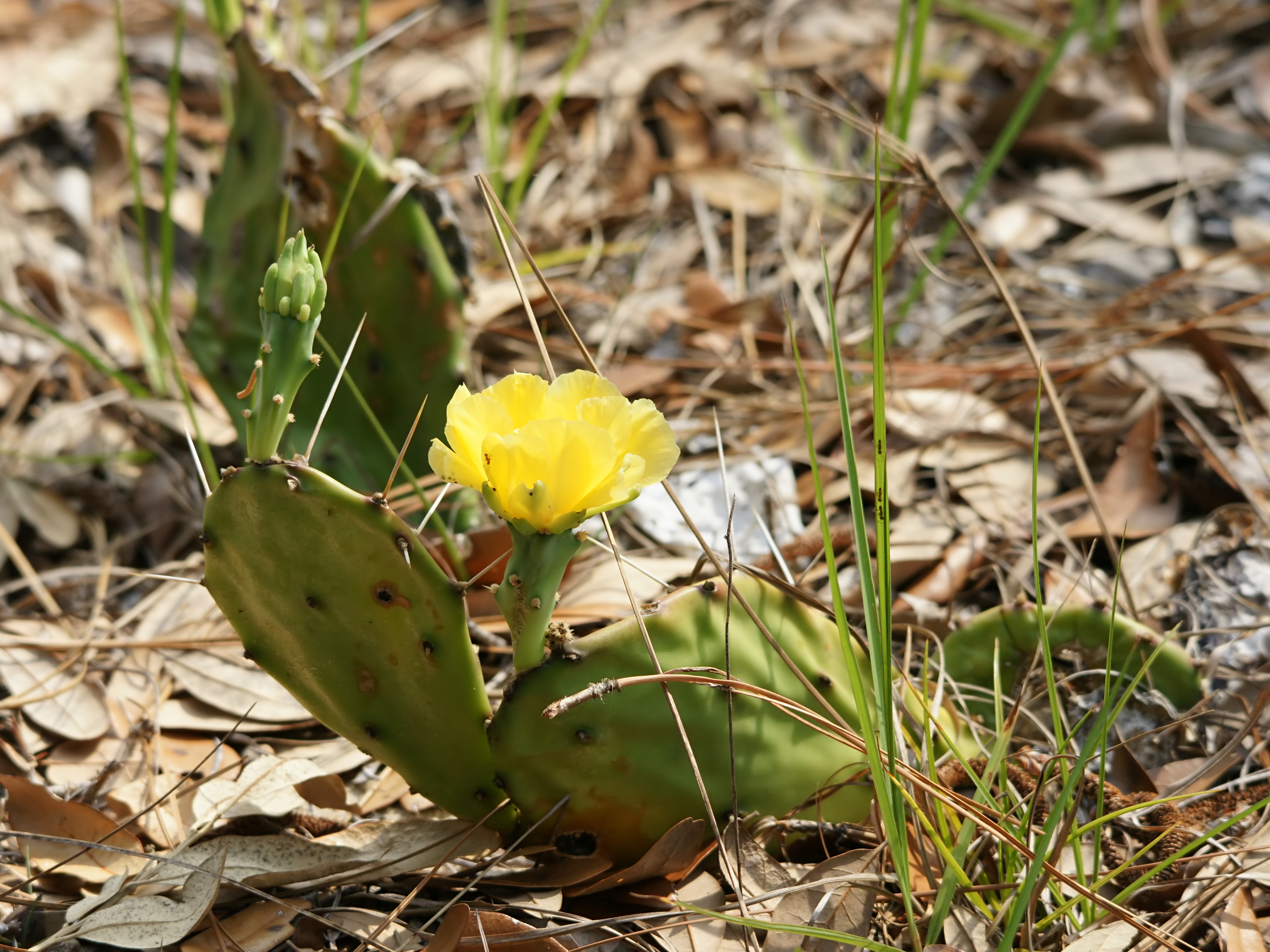
Opuntia humifusa

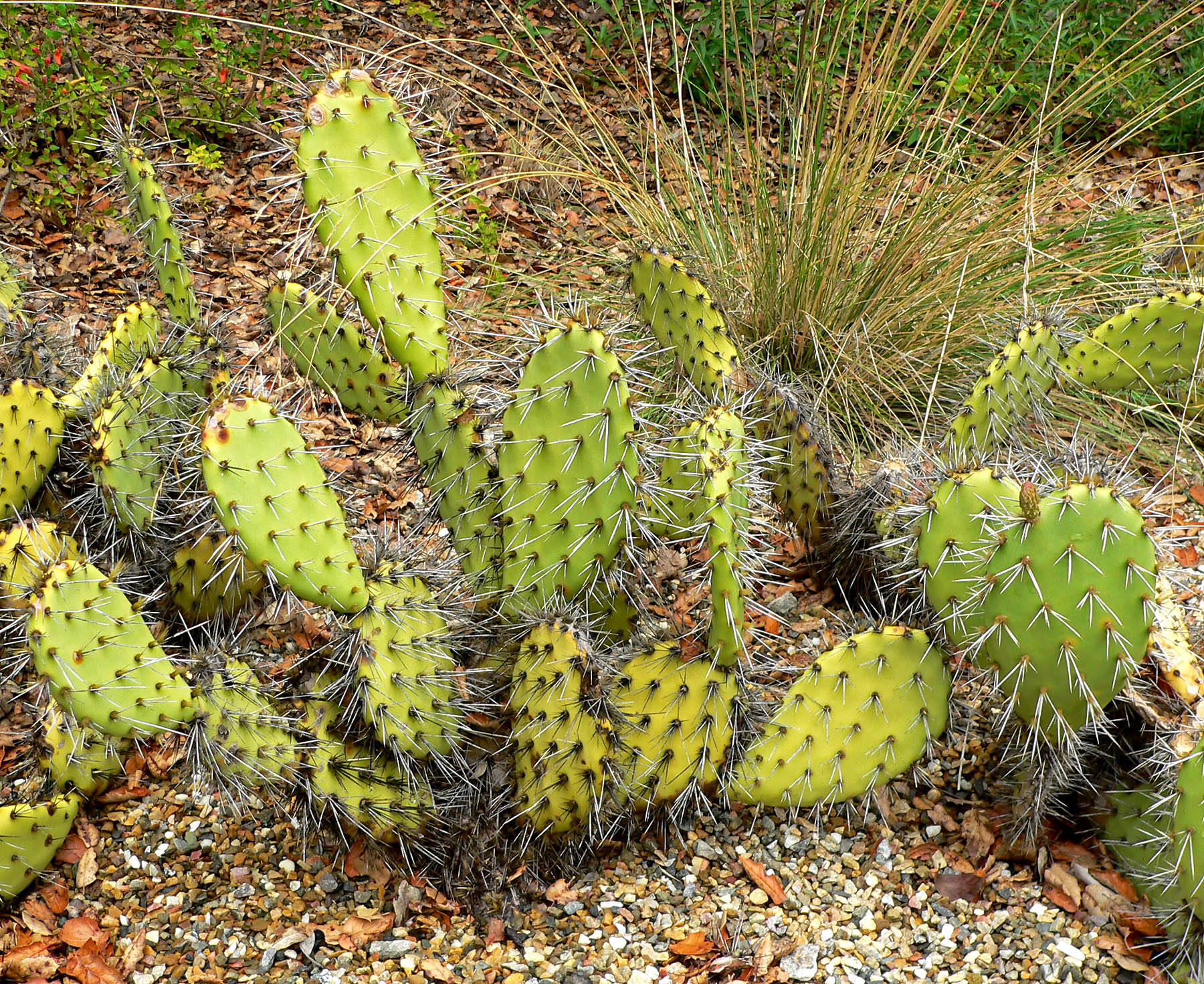
Opuntia littoralis var. littoralis

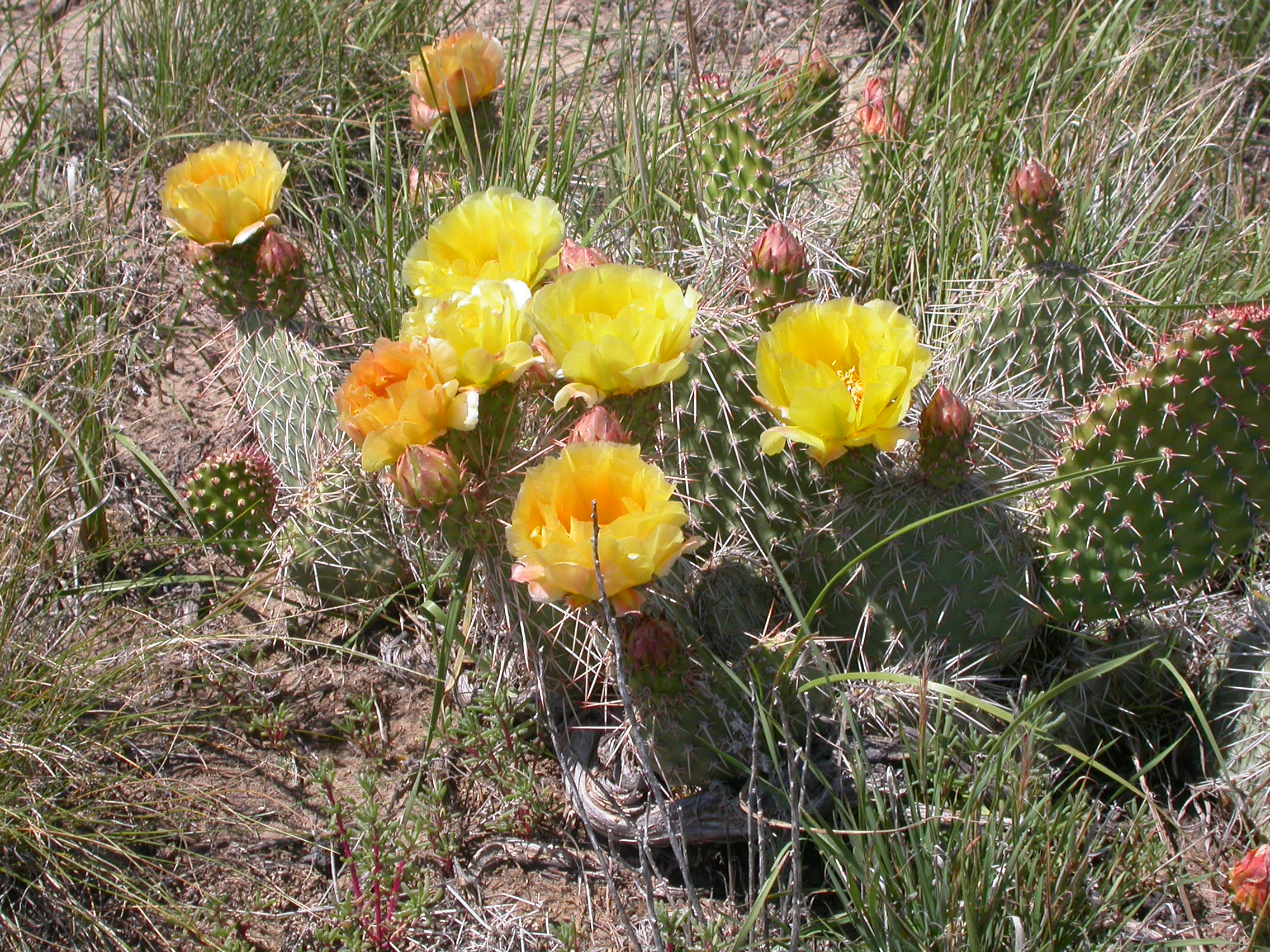
Opuntia polyacantha

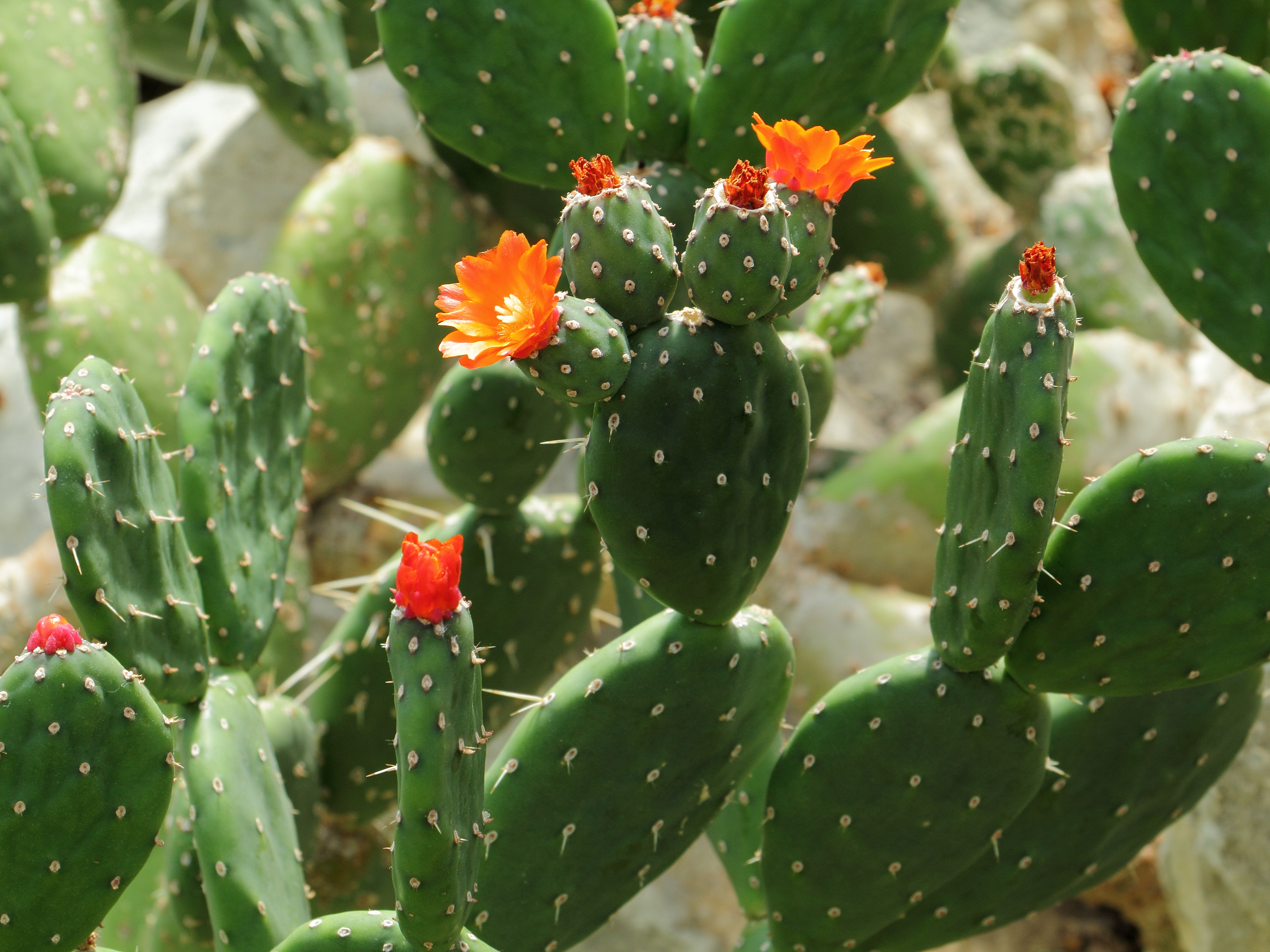
Opuntia quitensis

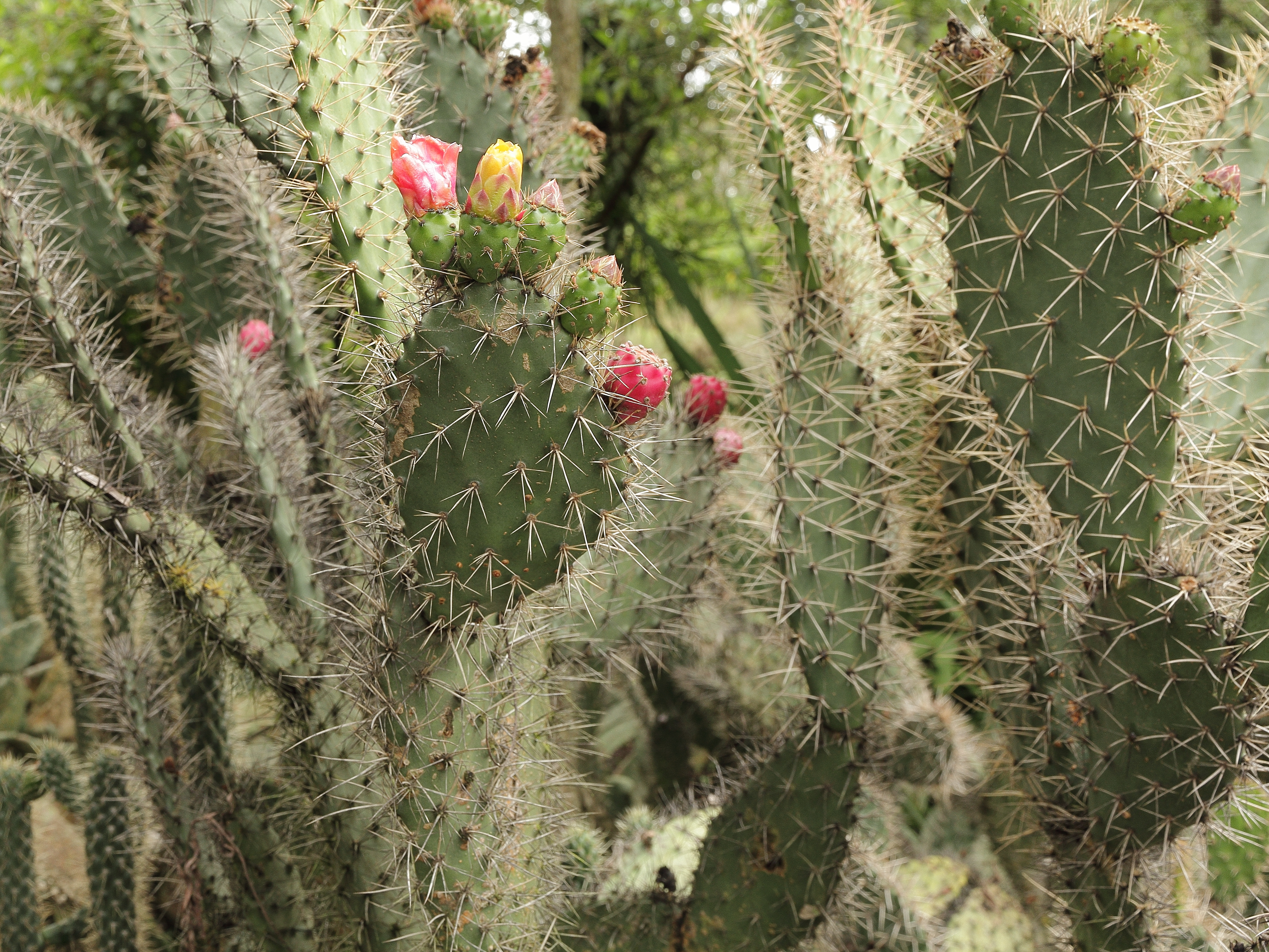
Opuntia soederstromiana

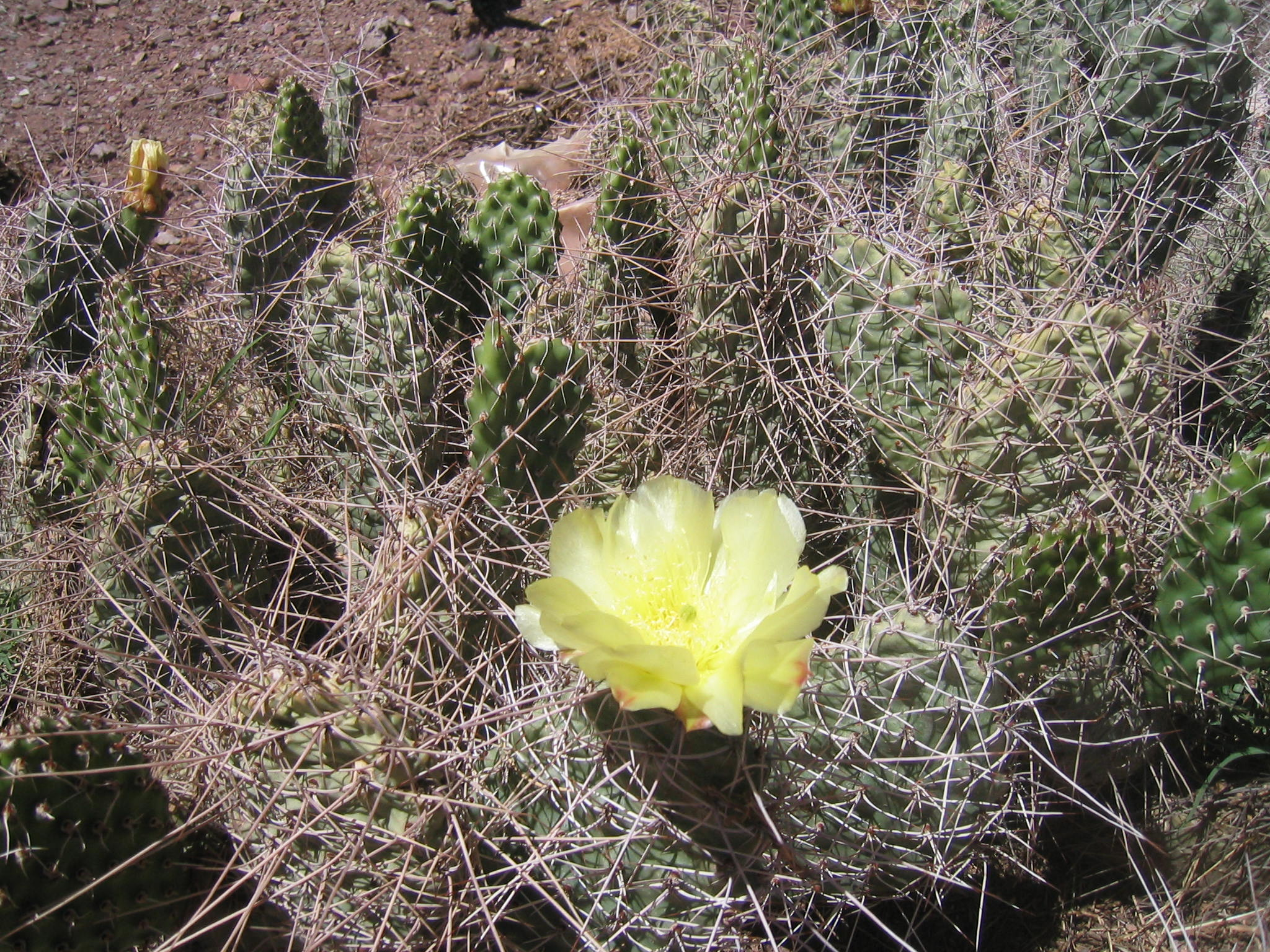
Opuntia sulphurea

- Opuntia aciculata
- Opuntia anacantha
- Opuntia arenaria
- Opuntia articulata
- Opuntia atrispina
- Opuntia auberi
- Opuntia aurantiaca
- Opuntia aurea
- Opuntia basilaris
- Opuntia boldinghii
- Opuntia caracassana
- Opuntia chaffeyi
- Opuntia chlorotica
- Opuntia clavata
- Opuntia cochenillifera
- Opuntia comonduensis
- Opuntia curassavica
- Opuntia curvospina
- Opuntia decumana
- Opuntia decumbens
- Opuntia dejecta
- Opuntia diploursina
- Opuntia echios
- Opuntia elata
- Opuntia elatior
- Opuntia engelmannii
- Opuntia erinacea
- Opuntia exaltata
- Opuntia excelsa
- Opuntia ficus-barbarica
- Opuntia ficus-indica
- Opuntia fragilis
- Opuntia galapageia
- Opuntia gosseliniana
- Opuntia helleri
- Opuntia hickenii
- Opuntia humifusa
- Opuntia hyptiacantha
- Opuntia inamoema
- Opuntia insularis
- Opuntia invicta
- Opuntia jamaicensis
- Opuntia laevis
- Opuntia lasiacantha
- Opuntia leucotricha
- Opuntia lindheimeri
- Opuntia littoralis
- Opuntia longispina
- Opuntia macrocentra
- Opuntia macrorhiza
- Opuntia matudae
- Opuntia maldonandensis
- Opuntia maxima
- Opuntia megacantha
- Opuntia megarrhiza
- Opuntia microdasys
- Opuntia monacantha
- Opuntia nichollii
- Opuntia oricola
- Opuntia ovata
- Opuntia paraguayensis
- Opuntia phaeacantha
- Opuntia picardoi
- Opuntia pinkavae
- Opuntia polyacantha
- Opuntia pubescens
- Opuntia pusilla
- Opuntia quitensis
- Opuntia rastrera
- Opuntia repens
- Opuntia retrosa
- Opuntia robusta
- Opuntia rufida
- Opuntia schumannii
- Opuntia soehrensii
- Opuntia stenopetala
- Opuntia streptacantha
- Opuntia stricta
- Opuntia subulata
- Opuntia sulphurea
- Opuntia taylori
- Opuntia tehuantepecana
- Opuntia tomentosa
- Opuntia triacantha
- Opuntia trichophora
- Opuntia tuna
- Opuntia velutina
- Opuntia violacea

Acanthocalycium · 
Acanthocereus · 
Acharagma ·
Akersia ·  
Ancistrocactus · 
Ariocarpus · 
Armatocereus · 
Arrojadoa · 
Arthrocereus · 
Astrophytum · 
Austrocactus · 
Austrocylindropuntia · 
Aztekium · 
Bergerocactus · 
Blossfeldia · 
Bolivicereus · 
Brachycereus · 
Brasilicereus · 
Brasiliopuntia · 
Browningia · 
Calymmanthium · 
Carnegiea · 
Cephalocereus · 
Cephalocleistocactus · 
Cereus · 
Cintia ·
Cipocereus · 
Cleistocactus · 
Cochemeia · 
Coleocephalocereus · 
Consolea · 
Copiapoa · 
Corryocactus · 
Coryphantha · 
Cumulopuntia · 
Cylindropuntia · 
Dendrocereus · 
Denmoza · 
Discocactus · 
Disocactus · 
Echinocactus · 
Echinocereus · 
Echinomastus · 
Echinopsis · 
Epiphyllum · 
Epithelantha · 
Erdisia ·
Eriosyce · 
Escobaria · 
Escontria · 
Espostoa · 
Espostoopsis · 
Eulychnia · 
Facheiroa · 
Ferocactus · 
Frailea · 
Geohintonia · 
Grusonia · 
Gymnocalycium · 
Haageocereus · 
Harrisia · 
Hatiora · 
Hylocereus · 
Isolatocereus · 
Jasminocereus · 
Lasiocereus · 
Lemaireocereus · 
Leocereus · 
Lepismium · 
Leptocereus · 
Leuchtenbergia · 
Lobivia · 
Lophophora · 
Maihuenia · 
Maihueniopsis · 
Mammillaria · 
Mammilloydia · 
Matucana · 
Melocactus · 
Micranthocereus · 
Mila · 
Miqueliopuntia · 
Myrtillocactus · 
Neobuxbaumia · 
Neolloydia · 
Neoraimondia · 
Neowerdermannia · 
Notocactus · 
Obregonia · 
Opuntia · 
Oreocereus · 
Oroya · 
Ortegocactus · 
Pacherocactus · 
Pachycereus · 
Parodia · 
Pediocactus · 
Pelecyphora · 
Peniocereus · 
Pereskia · 
Pereskiopsis · 
Pierrebraunia · 
Pilosocereus · 
Polaskia · 
Praecereus · 
Pseudoacanthocereus · 
Pseudorhipsalis · 
Pterocactus · 
Pygmaeocereus · 
Quiabentia · 
Rauhocereus · 
Rebutia · 
Rhipsalis · 
Samaipaticereus · 
Schlumbergera· 
Sclerocactus · 
Selenicereus · 
Setiechinopsis · 
Stenocactus · 
Stenocereus · 
Stephanocereus · 
Stetsonia · 
Strombocactus · 
Sulcorebutia · 
Tacinga · 
Tephrocactus · 
Thelocactus · 
Trichocereus · 
Tunilla · 
Turbinicarpus · 
Uebelmannia · 
Weberbauerocereus · 
Weberocereus · 
Weingartia ·  
Yavia · 
Yungasocereus · 
Zygocactus ·